# Hans Werner Sokop
Hans Werner Sokop  (* 13. Jänner 1942 in Wien) ist ein österreichischer Lyriker und Übersetzer.

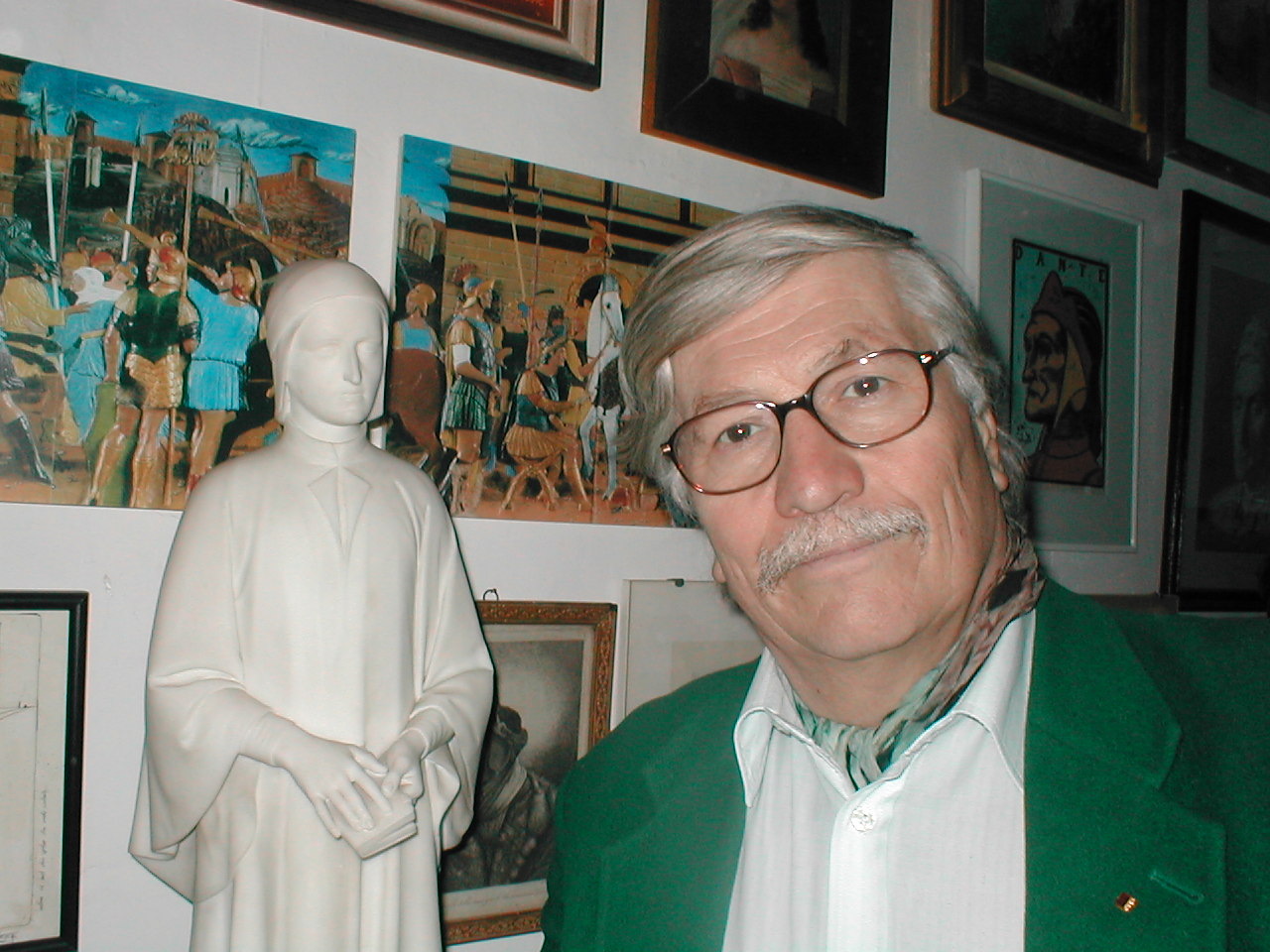
Hans Werner Sokop neben Giovanni Duprés Statue von Dante Alighieri

## Leben
Hans Werner Sokop wurde am 13. Jänner 1942 als zweites Kind des Schreibmaschinen-Mechanikermeisters Johann Sokop (1902–1981) und der Schneiderin Helene, geb. Parrer (1901–1998), in Wien geboren. Von 1945 bis 1950 lebte die Familie in Hallstatt, danach in Wien. Von 1952 bis 1960 absolvierte er das Realgymnasium in der Diefenbachgasse.
Nach der mit Auszeichnung bestandenen Matura trat er in den Verwaltungsdienst der Stadt Wien ein und nahm gleichzeitig das Studium der Rechtswissenschaften an der Universität Wien auf. Nach seiner Promotion zum Dr. jur. im Jahre 1964 verblieb er weiterhin im Magistratsdienst und arbeitete seit 1967 in der für Wahlen und verschiedene Rechtsangelegenheiten zuständigen Magistratsabteilung 62, deren Leiter er von 1985 bis zu seiner Pensionierung im Jahre 2002 war. Hans Werner Sokop ist mit der Schriftstellerin Brigitte Sokop, geb. Nagel (Jene Gräfin Larisch, Stammtafeln europäischer Herrscherhäuser) verheiratet. Sein Sohn Christian (geb. 1971) ist Maler, Autor und Musiker. Mit ihm zusammen gab er zwei Bände mit wienerischen und englischen Gedichten heraus.
Erste hochdeutsche Gedichte in den 1960er-Jahren waren von Formstrenge geprägt. Ab 1970 wandte er sich auch der Wiener Mundart zu. Neben zahlreichen Gedichtbänden erschien 1996 eine wienerische Reimchronik 1000 Jahre Österreich mit Zweizeilern zu jedem Jahr, dann als antike Ergänzung Cäsar schau oba. Die zeitliche Lücke schloss Das war alles, was geschah.
Ins Wienerische übersetzte er Wilhelm Busch-Klassiker (z. B. Max und Moritz, Plisch und Plum, Die fromme Helene) ebenso wie Der Weaner Struwwepeter, Der klane Prinz, Oh, wie schee is Panama und Der Alice ihre Obmteier im Wunderlaund.
Mit seinem Schönbrunner Spaziergang und seinem St. Marxer Spaziergang mit zahlreichen Fotos und Kurzgedichten zeigt Sokop seine Liebe zu Wien, zwei Inselbücher (Einmal Korsika und Immer wieder nach Brioni) sind in der Sonettenform geschrieben.
Sokops Metier sind auch Sprachspielereien, z. B. in Form von Schüttelreimen und Limericks oder als Akrostichon und elegisches Distichon. Ein Anliegen ist ihm die japanische Stilform des Haiku, oft verbunden mit Fotografien. Er war begeisterter Teilnehmer am legendären Profilspiel in den 1970er-Jahren, in guter Gesellschaft mit Martin Flossmann, Fritz Eckhardt, Hans Weigel, Ernst Stankovski und Herbert Prikopa.

Reisen nach Florenz und Rom förderten sein Interesse an der italienischen Kultur. Dies führte 1975 auch zu Dante Alighieri, dessen Göttliche Komödie er unter Aufrechterhaltung der Terzinenform neu übersetzte, was von Hans Weigel im Vorwort gewürdigt wurde. Sie wurde 1983 als vierbändige Buchkassette veröffentlicht. Zum 750. Geburtstag des größten Dichters Italiens erschien 2014 eine Neubearbeitung der Übersetzung mit farbigen Illustrationen von Fritz Karl Wachtmann unter Beibehaltung der Danteschen Terzine [ababcbcdcdede usw.]:

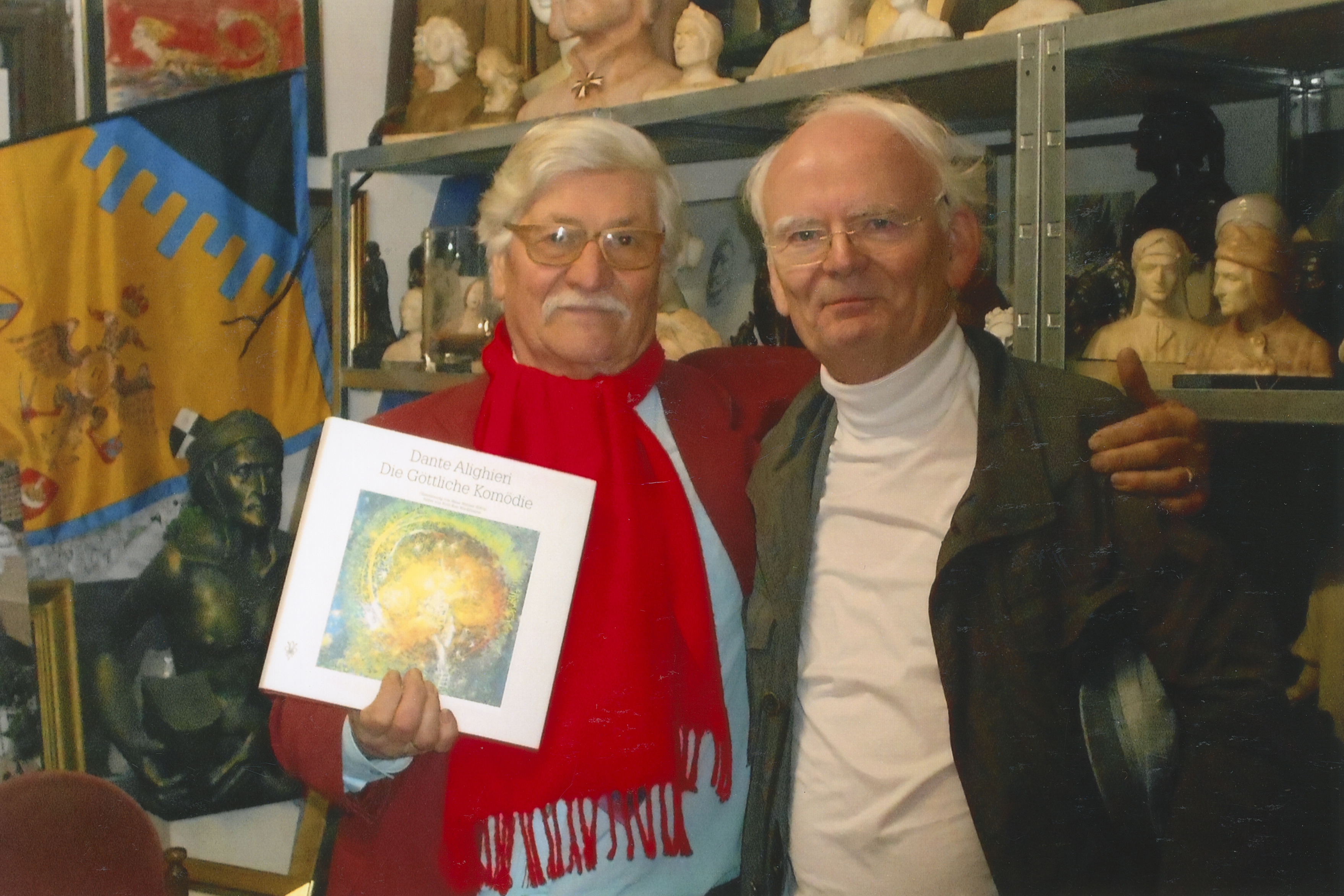
Hans Werner Sokop und Fritz Karl Wachtmann präsentieren die Übersetzung der Göttlichen Komödie (ADEVA, Graz 2014)

Ich stand in unsres Erdendaseins Mitte

verirrt in einem dunklen Wald alleine;

kein rechter Weg mehr bot sich meinem Schritte.

Das Reden fällt mir schwer, und ich vermeine,

dass jenes wilden Waldes Dornendichte

auch künftig mir als Schreckensbild erscheine:

gleich bitter wie der Tod. — Doch ich berichte

des Guten wegen, das ich aufgenommen,

von anderem, erschienen dem Gesichte.
Dieser Text war die Grundlage für eine Inszenierung des Odysseetheaters Wien 2018. Es folgten weitere Übersetzungen italienischer Gedichte von Dante bis Carducci und Jenco. Mit seinen 36 Dante-Anekdoten und zwei Gesängen auf Wienerisch stellte Sokop eine zusätzliche, heiter-besinnliche Annäherung an den großen Florentiner vor:
Hob Ritter gsegn, wauns ausm Loger ruckn,

wüd vierebreschn, schwanzln zu Paradn,

in Schwaf eiziagn, waun sa si verdruckn …

Durch eicher Laund sans gjappet, de Brigadn,

es Aretiner, so wia hinter Hosn.

Turniere hob i gsegn und Kavalkadn

mit Gleckerln oder aa Tompetnblosn,

mit Turmsignale oder Trommelschlogn,

und wos s’ aun Zeichn sunst no steign lossn.

No nie hob i noch so an Urklaungbogn

des Fuaßvoik ziagn gsegn oder aa de Reiter,

ka Schiff daunk Stern und Leichtturm durch de Wogn.

Mit zehn so Teifen plogn ma uns do weiter.

A feine Rass! — In Kirchn si net rihrn,

im Wirtshaus oba mit de Bsoffnan heiter …

Auf einer Reise mit der Società Dante Alighieri lernte er Conte Pieralvise Serego-Alighieri kennen, ein Nachfahre Dantes in der 21. Generation, der ein bereits von Dantes Sohn Pietro erworbenes Weingut im Valpolicella betreibt. Eine besondere Ehre wurde ihm im Jahre 2000 dadurch zuteil, dass er im Rahmen der Dante-Veranstaltungen der Stadt Ravenna seine Übersetzung der Göttlichen Komödie präsentieren durfte. Als leidenschaftlicher Dante-Verehrer hat Sokop auch alles gesammelt, was mit Dantes Leben und Werk zusammenhängt, woraus mit der Zeit ein kleines Dante-Museum entstanden ist.

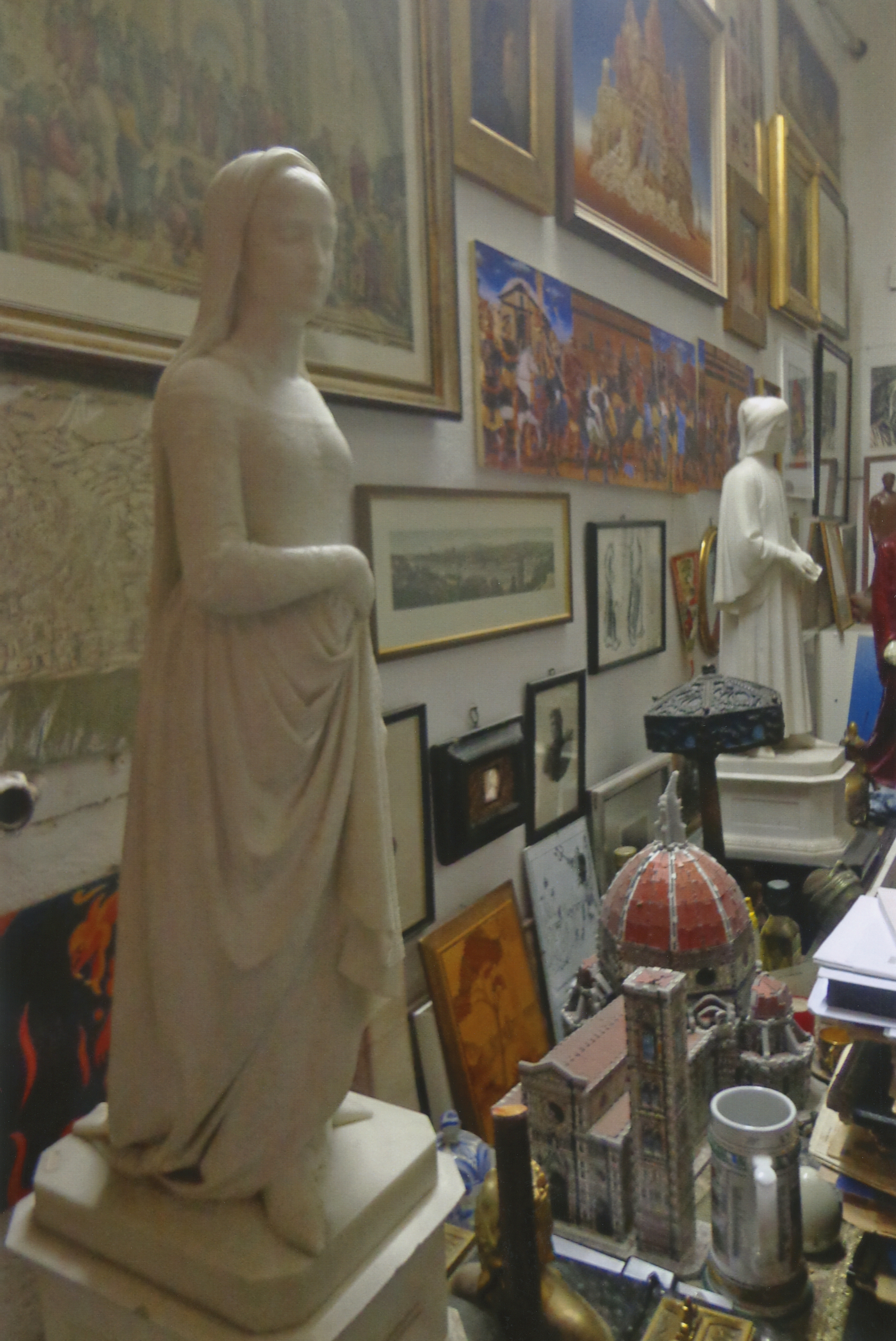
Giovanni Duprés Statuten von Beatrice und Dante

 Schon im Jahre 1990 präsentierte er einen Teil dieser Sammlung unter dem Titel Dante live in Wien im Gesellschafts- und Wirtschaftsmuseum. Mit seinem Video Dante im Amt eröffnete Sokop förderungswilligen Kulturmenschen den Zugang zu Dante.
Seine seit 1986 bevorzugte Urlaubsinsel, der als Nationalpark ausgewiesenen Brioni in Istrien, führte zu mehreren Büchern und Bildbänden mit Gedichten und Haikus. Auf diesem weitgehend naturbelassenen Eiland mit eingeschränktem Tourismus gibt es Überreste von Dinosauriern und Spuren der Illyrer, Römer, Byzantiner, Venezianer bis zu Altösterreich, was Stoff für mehrere Bücher gab. Sokop hält Vorträge, z. T. mit Dias von seinen Reisen, und macht zahlreiche Lesungen, z. B. jedes Jahr beim Mittelalterfest in Eggenburg, Niederösterreich.

## Werke

### Gedichte
- Brioni. Gedichte aus Istrien. Wiener Geschützte Werkstätten, 1992
- 36 Dante Anekdoten (und 2 Inferno-Gesänge auf Wienerisch)  WGW, 1994
- passages + perspectives. Gedichte zu Bildern von Heinz Richard Berger. Deutsch und Bulgarisch. Verlagshaus AZ, Sofia 1998
- Das war alles, was geschah. Eine Reimchronik von Odoaker (476) bis Ostarrichi (996) . Ill. von Stoimen Stoilov. Sofia 2000
- Über Brioni. Gedichte im Haiku-Takt, WGW 2002
- Martin die Hendlgans. Tierepos mit Ill. von Georg Petzer. Vindobona-Verlag, Wien 2005
- Schönbrunner Spaziergang. novum-Verlag, Horitschon 2006
- St. Marxer Spaziergang. novum-Verlag, Neckenmarkt 2007
- Riminiszenzen ─ küstliche Urlaubsgedichte. novum-Verlag, Neckenmarkt 2008
- Immer wieder nach Brioni - Istrianische Sonette. Vindobona, Horitschon 2009
- Einmal Korsika – ein Sonettenkranz. Vindobona 2010
- Doppelte Schüttelreime und 100 einfache zur Göttlichen Komödie Edition scribere & legere im AndreBuch Verlag 2022

### Gedichte in Wiener Mundart
- Wienerisch is aa a Sproch. Verlag Welsermühl, Wels 1979
- Sunst samma gsund. Wiener Geschützte Werkstätten (WGW), Wien 1984
- Knoifresch und Safnblosn. Verlag Welsermühl, Wels 1985
- Wiener Woikerln. Verlag Welsermühl, Wels 1991
- 1000 Jahre Österreich. Eine wienerische Reimchronik. ÖVG, Wien 1996
- Cäsar schau oba - das Altertum von Romulus bis Romulus Augustulus. Eine wienerische Reimchronik mit Karikaturen von Georg Petzer. Vindobona-Verlag, Wien 2001
- Wienerisches Adventkalenderbuch, Naumann, Nidderau 2005
- Wienerische Viechereien, Zeichnungen von Leopold Ozegovic, Vindobona 2012
- Sokopoems, Wienerische Gedichte and English Poems, Chris und Hans Werner Sokop, Zwiebelzwerg Verlag, Willebadessen 2018
- Geflügelte Worte – wienerisch weitergspunna mit Zeichnungen von Leopold Ozegovic, Edition scribere & legere im AndreBuch Verlag, Lengenfeld/Vogtl. 2019
- Redensarten aus Wien, Edition scribere & legere im AndreBuch Verlag, Lengenfeld/Vogtl. 2020
- Sokopoems II, Wienerische Gedichte and English Poems, von Chris und Hans Werner Sokop, Zwiebelzwerg Verlag, Willebadessen 2024
- Wiener Leben, Istrien erleben. Haiku und Haiga im Wiener Dialekt und in Hochsprache. Österreichische Haiku Gesellschaft, Wien 2024

### Wienerische Beiträge in Mundart-Anthologien
- Die Weihnachtsgeschichte in deutschen Dialekten. Hrsg. von Walter Sauer, Druck- und Verlagsgesellschaft, Husum 1993
- Max und Moritz von A bis Z. Hrsg. von Manfred Görlach, Universitäts-Verlag C. Winter, Heidelberg 1995
- Der Mundart Struwwelpeter in 27 deutschen Mundarten. Hrsg. von Walter Sauer, Universitätsverlag C. Winter, Heidelberg, 2. erw. Aufl. 2001
- Wilhelm Buschs Hans Huckebein in 65 deutschen Dialekten. Hrsg. von Manfred Görlach, Universitätsverlag C. Winter, Heidelberg 1997
- Wilhelm Buschs Plisch und Plum in 40 deutschen Mundarten. Hrsg. von Manfred Görlach, Universitätsverlag C. Winter, Heidelberg 1999
- Wilhelm Buschs Max und Moritz in neun Dialekten. Hrsg. von Manfred Görlach, Reclam, Stuttgart 2001
- Die besten U-Bahn-Gstanzln, Hrsg. von Roland Neuwirth, Böhlau, Wien 2006
- Max und Moritz mundartgerecht. Dtv 2007

### Übersetzungen
- Dante Alighieri: Die göttliche Komödie, deutsche Terzinenfassung (4 Bände). Illustrationen von Franz Scheck[11], Heinz Richard Berger[12] und Oscar Asboth. Österreichische Gesellschaft zur Förderung von Kunst und Kommunikation, Arena 2000, Wien 1983
- Im Schatten der Zypressen. Gedichte aus Italien. Wiener Geschützte Werkstätten (WGW), Wien 1986
- Zwei Inferno-Gesänge auf Wienerisch, in: 36 Dante-Anekdoten, WGW, 1994
- Der Weaner Struwwepeter. Naumann, Nidderau 2001
- Die Weihnachtsgeschichte auf wienerisch. Naumann, Nidderau 2001
- Der Heilige Abend, Edition Tintenfaß, Neckarsteinach 2006
- Lewis Carroll, Der Alice ihre Obmteier im Wunderlaund. Wienerische Ibersetzung, Evertype 2012, Irland
- Dante Alighieri: Die göttliche Komödie, deutsche Terzinenfassung. Bilder von Fritz Karl Wachtmann, Akademische Druck- und Verlagsanstalt, Graz 2014
- Max und Moritz auf Wienerisch, (Ehrenwirth, München 1999), Reclam 2015
- Janosch, Oh, wie schee is Panama, Edition Tintenfaß, Neckarsteinach 2017
- Saint-Exupéry, Der klane Prinz, Edition Tintenfaß, Neckarsteinach, 3. Aufl. 2017

### Kalender
- Das Donautal bei Greifenstein. Kalender 2012, Haiku mit Tuschezeichnungen von Ingrid Schwarz
- Das Kahlenbergerdorf. Kalender 2013, Haiku mit Tuschezeichnungen von Ingrid Schwarz
- Hernals, Kalender 2014, Haiku mit Tuschezeichnungen von Ingrid Schwarz
- Neubau. Kalender 2015, Haiku mit Tuschezeichnungen von Ingrid Schwarz
- Baden bei Wien. Kalender 2016, Haiku mit Tuschezeichnungen von Ingrid Schwarz
- Alsergrund. Kalender 2017 Haiku mit Tuschezeichnungen von Ingrid Schwarz
- Döbling. Kalender 2018 Haiku mit Tuschezeichnungen von Ingrid Schwarz
- Innere Stadt 2019, Haiku mit Tuschezeichnungen von Ingrid Schwarz
- Dante Alighieri, Kalender 2021, zum 700. Nachlebensjahr, Bilder zur Göttlichen Komödie und Schlüsselstellen aus der Übersetzung von Sokop
- Dante Alighieri, Kalender 2022', Nachlese zum 700. Nachlebensjahr, Penzing, Kalender 2023, Haiku mit Tuschezeichnungen von Ingrid Schwarz
- Währing. Kalender 2024, Haiku mit Tuschezeichnungen von Ingrid Schwarz

### Juristisches
- Wiener Wahlrecht. Landes- und Gemeindewahlrecht, bundesverfassungsrechtliche Grundlagen, Bundeswahlrecht und europarechtliche Bestimmungen, Manz, Wien 1995

### CDs
- Die Dante CD 1. Hans Werner Sokop liest aus seinem Buch 36 Dante Anekdoten und zwei Inferno-Gesänge auf Wienerisch, Wien 2003
- Die Dante CD 2. Hans Werner Sokop liest aus seinem Buch Die göttliche Komödie – deutsche Terzinenfassung, Wien 2004
- Wienerische Weihnachtszeit, Weihnachtsevangelium auf Wienerisch und Weihnachtsgedichte, Wien [2008]
- Die Göttliche Komödie in der Übersetzung von Hans Werner Sokop, gelesen von Till Firit, Mono-Verlag, Wien 2015
- Die Wiener Version von Dantes Divina Commedia, gelesen von Martin Ploderer, Wien 2021 (3 CDs)

## Mitgliedschaften
- Deutsche Dante-Gesellschaft
- Società Dante Alighieri, Wien
- Österreichischer Schriftstellerverband
- Verband Geistig Schaffender und Österreichischer Autoren
- Österreichische Haikugesellschaft

## Auszeichnungen
- 1999: Goldene Verdienstmedaille der Società Dante Alighieri, Sede Centrale, Rom, verliehen am 2. April 1999
- 2001: Großes Silbernes Ehrenzeichen für Verdienste um die Republik Österreich, verliehen am 29. Januar 2001
- 2009: Ehrenkreuz für Wissenschaft und Kunst I. Klasse, verliehen am 25. Februar 2009